# バスケットボールギリシャ代表
バスケットボールギリシャ代表（Greece national basketball team (ギリシア語: Eθνική Oμάδα Καλαθοσφαίρισης Ελλάδος)）は、ギリシャバスケットボール連盟によって編成されるバスケットボールのナショナルチームである。
1995年のヤングメン世界選手権で初優勝し、2度のユーロバスケットの優勝を誇っている。世界選手権では1986年から1998年と、2006年の5度出場している。

## 歴史
ギリシャでのバスケットボールは、非常に長い歴史と伝統（ギリシャは、1932年のFIBA設立当初から加盟）を誇っているが、その勢いがあるのは1980年代から。1986年からは国際バスケットボールトーナメントが開催され、U21、U-19でも数多くの国際大会のメダルを獲得している。
1987年は強豪国と呼ばれていたソ連を破り、欧州選手権初優勝を成し遂げ、2005年大会も優勝している。
2006年の世界選手権では、NBAに所属している選手がいない中、ドウェイン・ウェイド、レブロン・ジェームズ、カーメロ・アンソニーなどを擁したアメリカ代表を準決勝で破り、準優勝した。
2019年FIBAバスケットボール・ワールドカップでは、ヤニス・アデトクンボを中心に据えたロスター編成で臨み話題となったものの、2次ラウンドではアメリカ代表とチェコ代表に敗れ、11位という結果に終わった。
2021年、カナダ・ビクトリアで行われた五輪予選に出場。リック・ピティーノをヘッドコーチに据えて臨むも、予選決勝でチェコ代表に敗れ、北京オリンピック以来の出場とはならなかった。

## 国際大会の成績

### 夏季オリンピック
- 1952年 － 17位
- 1996年 － 5位
- 2004年 － 5位
- 2008年 － 5位

### 世界選手権
- 1986年 － 10位
- 1990年 － 6位
- 1994年 － 4位
- 1998年 － 4位
- 2006年 － 準優勝
- 2010年 － 11位
- 2014年 － 9位
- 2019年 － 11位

### ユーロバスケット
- 優勝：1987年、2005年
- 準優勝：1989年
- 3位：1949年、2009年

## サプライヤー
| 期間      | サプライヤー |
| --------- | ------------ |
| 1981–1988 | Asics        |
| 1989–1990 | Adidas       |
| 1991–1995 | Reebok       |
| 1996      | Adidas       |
| 1997–2005 | Nike         |
| 2006–2007 | Champion     |
| 2008      | Adidas       |
| 2009–2014 | Champion     |
| 2015–2017 | Spalding     |
| 2017–2019 | GSA Sport    |
| 2020–現在 | Nike         |

## 現在の代表選手
パリオリンピック予選のロスター
- トーマス・ウォークアップ（英語版）
- ヤンヌリス・ラレンザキス
- ディミトリス・モライティス
- ヴァシレイオス・トリオプーロス
- ニック・カレイテス
- パナヨティス・カレイツァキス
- ヨルゴス・パパヤニス
- ヴァシリス・チャラランポプロス
- コスタス・パパニコラウ
- ヤニス・アンテトクンポ
- コスタス・アンテトクンポ
- ディノス・ミトグル

## 主な歴代代表選手
- ヤニス・アデトクンボ
- ニコラス・ジシス
- ジョルジオス・プリンテジス
- ヨルゴス・パパヤニス
- コスタス・パパニコラウ
- ニック・カレイテス
- タナシス・アデトクンボ
- コスタス・アデトクンボ
- コスタ・クーファス
- タイラー・ドーシー